# Pearl White

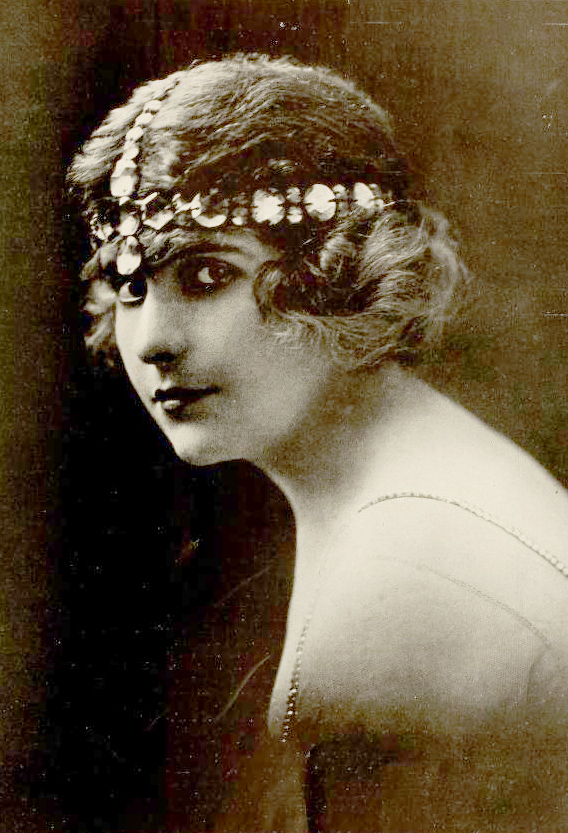
Pearl White (1916)

Pearl White, född 4 mars 1889 i Green Ridge, Missouri, USA, död 4 augusti 1938 på Amerikanska sjukhuset i Paris, Frankrike; amerikansk stumfilmsskådespelare; "stumfilmens drottning".
Hon var dotter till en jordbrukare. Som sexåring gjorde hon scendebut i rollen som Eva i Onkel Toms stuga och medverkade sedan i många pjäser. När hon var 13 år gammal hade hon tjänat ihop så pass mycket pengar att hon kunde köpa sig en häst. Hon började uppträda som cirkusryttare, men råkade ut för en olycka - hon föll av hästen och ådrog sig en skada i ryggraden. Hon fick arbete som sekreterare på det lilla filmbolaget Powers, där chefen lade märkte till henne och erbjöd henne en filmroll.
Hennes stora genombrott kom 1914 i The Perils of Pauline. Hon medverkade i över 100 filmer, mestadels äventyrsfilmer, där hon utförde sina egna stunts, ibland rent akrobatliknande.
White gjorde sin sista film i Frankrike 1924, och drog sig sedan tillbaka. Hon var bosatt i Frankrike fram till sin död. Hon led av svåra smärtor på grund av ryggskadan från ungdomen, och började missbruka såväl tabletter som alkohol, vilket åsamkade henne leverskador.

## Filmografi i urval
- The Perils of Pauline (1914)
- The Exploits of Elaine (1915)
- The White Moll (1920)
- Know Your Men (1921)
- A Virgin Paradise (1921)
- Terreur (1924)